# Mimi Jakobsen
Mimi Vibeke Jakobsen (født 19. november 1948 i København) er forhenværende generalsekretær for Red Barnet, forhenværende formand for Centrum-Demokraterne og forhenværende minister.
Mimi Jakobsen er datter af folketingsmedlem Erhard Jakobsen og porcelænsmalerinde Kate Jakobsen (født Larsson). Hun voksede op på Amager og senere i Gladsaxe. Hun gik i folkeskolen 1954-64 og blev i 1967 student fra Gladsaxe Gymnasium.
Hun blev 6. juni 1981 gift med stadsbibliotekar Svend Horneman Stilling, men ægteskabet blev opløst. Hun blev derpå gift med Bengt Burg, men dette ægteskab opløstes i 2000. i 2008 blev hun gift med Mogens Lund Jensen. Hun har to sønner, som er født i 1982 og 1989.
Mimi Jakobsen blev opstillet for Centrum-Demokraterne i Nykøbing Falster-kredsen fra 1974 og valgt til Folketinget første gang i Storstrøms Amtskreds ved valget i 1977. Hun blev derefter valgt i Københavns Amtskreds ved valget i 1979 frem til valget i 2001, hvor CD ikke nåede over spærregrænsen. I denne periode var hun opstillet i Gladsaxekredsen fra 1979 og i 1981 tillige i Glostrupkredsen; fra 1983 i Gladsaxekredsen, fra 1988 tillige i Lyngbykredsen og fra 1990 i Gladsaxekredsen.
I 1997-98 var Mimi Jakobsen sygemeldt i fem måneder efter at være blevet bidt af en skovflåt, hvilket bl.a. medførte lammelser i ansigtet.
Hun blev Kommandør af Dannebrogordenen i 1984 og kommandør af 1. grad i 1997.
Den 21. december 2006 blev det offentliggjort, at hun havde meldt sig ind i Socialdemokratiet. Hun har efterfølgende meldt sig ud igen.

I 2021 blev Mimi Jakobsen dømt for injurier, idet hun i Aftenshowet på DR1 havde omtalt Rasmus Paludan som "åbenlys nazist". Dommen lød på ti dagbøder á 1.000 kr. Han blev idømt samme straf for at have kaldt Mimi Jakobsen "nazisvin".

## Ministerposter
- 10. september 1982 – 12. marts 1986: Minister for kulturelle anliggender i Regeringen Poul Schlüter I
- 12. marts 1986 – 3. juni 1988: Socialminister i Regeringerne Poul Schlüter I og Poul Schlüter II
- 1.-10. september 1987: Grønlandsminister i Regeringen Poul Schlüter I
- 25. januar 1993 – 27. september 1994: Samordningsminister i Regeringen Poul Nyrup Rasmussen I
- 28. januar – 27. september 1994: Industriminister i Regeringen Poul Nyrup Rasmussen I (titlen ændret 8. februar 1994 til industri- og samordningsminister)
- 27. september 1994 – 30. december 1996: Erhvervsminister i Regeringen Poul Nyrup Rasmussen II

## Andre poster
- 1974-82: Medlem af Gladsaxe Kommunalbestyrelse
- 1975-78: Undervisningsassistent ved Københavns Universitets Institut for Fonetik og Institut for Germansk Filologi
- 1976-77: Medlem af lokalbestyrelsen for Aktive Lyttere og Seere i Gladsaxe
- 1978-82: Formand for Komiteen for Aktiv Skolepolitik
- 1981-82 og 1988-90: Medlem af Folketingets Finansudvalg
- 1988-91: Administrerende direktør i Scleroseforeningen
- 1989-2005: Politisk ordfører og formand for Centrum-Demokraterne
- 2000-2015: Generalsekretær for Red Barnet

## Bøger
- Politik i virkeligheden (Aschehougs forlag, 1994)
- Vendepunkter (Politikens forlag, 2016)